# Федорів Василь Васильович
Василь Васильович Федорів (5 березня 1973, Калуш) — український футболіст, що грав на позиції півзахисника і нападника. Відомий насамперед за виступами в команді вищої української ліги «Прикарпаття» з Івано-Франківська.

## Клубна кар'єра
Василь Федорів народився в Калуші, та розпочав виступи на футбольних полях у 1994 році в складі місцевої аматорської команди «Хімік». У цьому ж році футболіст відбув до Польщі, де грав у складі нижчолігових клубів «Гранат» (Скаржисько-Каменна) й «Авіа» (Свідник). У 1995 році повернувся до України, де знову став гравцем калуського клубу, який отримав нову назву «Калуш», та розпочав виступи в другій українській лізі. У складі калуського клубу Федорів став кращим бомбардиром команди за сезон, відзначившись 16 забитими м'ячами, та на початку сезону 1996—1997 років отримав можливість дебютувати в команді вищої української ліги «Прикарпаття» з Івано-Франківська. Утім у вищі лізі футболіст зіграв лише 2 матчі, та знову відбув до Польщі, де грав за нижчолігову команду «Тлокі» (Гожице). У 1998 році Федорів повернувся до складу «Калуша», а на початку 2000 року став гравцем іншого клубу другої ліги «Нафтовик» з Долина. У складі «Нафтовика» футболіст грав лише півроку, після чого знову повернувся до складу калуської команди, у складі якої грав до кінця сезону 2001—2002 років. У 2002 році Федорів знову став гравцем долинської команди, проте вже за півроку він знову переїздить до Польщі, де грав за нижчоліговий клуб «Ніда» (Піньчув). За півроку футболіст повертається до «Нафтовика», й після закінчення сезону 2003—2004 років завершує виступи в професійних клубах. Тривалий час після завершення виступів у професійному футболі Василь Федорів грав за ветеранські футбольні та футзальні команди Калуша.